# Тренер року НБА

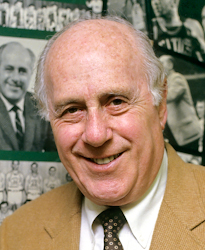
Член Баскетбольного Залу Слави, Ред Ауербах, здобув нагороду за сезон 1964–65 року. Нагорода, пізніше була перейменована на його честь.

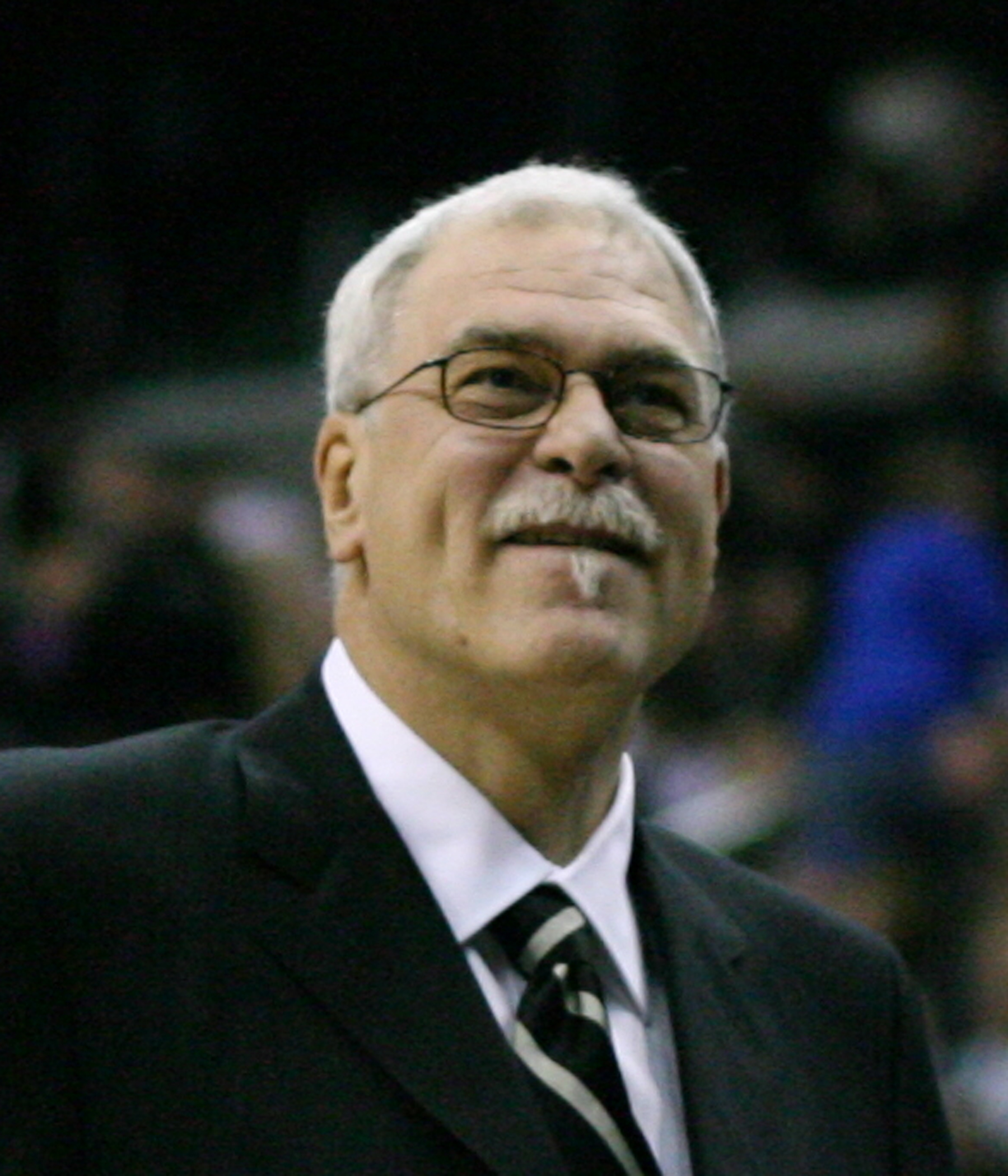
Член Баскетбольного Залу Слави Філ Джексон здобув нагороду за сезон 1995–96 року, в якому разом з командою здобув рекорді 72 перемоги за регулярний сезон.

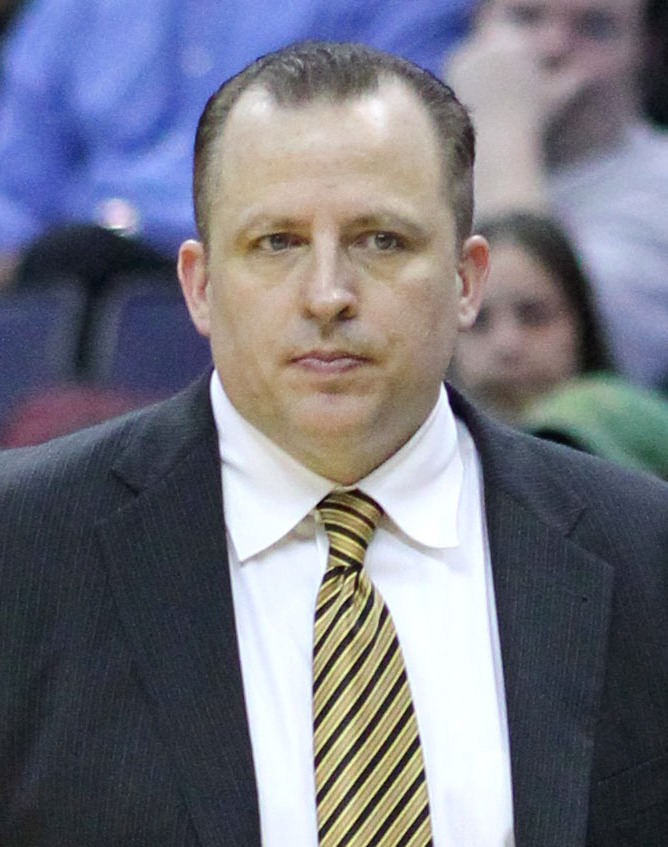
Головний тренер Чикаго Буллз Том Тібодо здобув нагороду за сезон 2010–11 року.

Тренер року НБА (англ. NBA Coach of the Year Award) — щорічна нагорода Національної баскетбольної асоціації (НБА), яка вручається найкращому головному тренеру команди НБА за підсумками регулярного сезону, починаючи з сезону 1962-63 року. Переможець отримує трофей ім. Реда Ауербаха, названий в честь колишнього головного тренера команди Бостон Селтікс, який здобув 9 титулів Чемпіона НБА як тренер Селтікс у період з 1956 по 1966 роки. Переможця обирають по закінченню регулярного сезону, на основі голосів групи спортивних та телевізійних журналістів з США та Канади, кожний з яких складає список тренерів з трьох позицій. Кожний тренер, який отримав перше місце в такому списку отримує 5 очок; друге місце варте 3 очок; третє - 1 очко. Тренер, який набрав в підсумку найбільшу кількість очок, незважаючи на кількість отриманих перших місць, отримує нагороду.
Переможцями цієї нагороди за історію НБА ставали 40 різних тренерів. Дон Нельсон та Пет Райлі отримували нагороди тричі кожен, а Хубі Браун, Білл Фітч, Коттон Фітцсіммонс, Грегг Попович та Джин Шу - двічі кожен. Жоден з тренерів не ставав лауреатом нагороди двічі поспіль. Райлі єдиний лауреат, який отримував три свої нагороди в трьох різних командах.  Ларрі Берд єдиний лауреат цієї нагороди, який також отримував нагороду Найцінніший гравець НБА. Білл Шерман та Ленні Вілкенс єдині лауреати нагороди, які були включені до Баскетбольного Залу Слави як гравці, а також як тренери. Джонні Керр єдиний лауреат нагороди, який здобув менше перемог аніж поразок за сезон (33–48 з командою Чикаго Буллз в сезоні 1966-67 року). Керра нагородили, тому що він привів Буллз до Плей-оф НБА в перший рік команди в лізі.

## Переможці
| ^          | Тренери які є діючими в НБА                                    |
|            | Вибраний до Баскетбольного Залу слави як тренер                |
|            | Діючий тренер, вибраний до Баскетбольного Залу слави як тренер |
| В–П        | Кількість виграшів-поразок в відповідний сезон                 |
| Виг%       | Відсоток перемог в відповідний сезон                           |
| Тренер (X) | Вказує кількість разів здобуття тренером нагороди              |

| Сезон   | Тренер                  | Громадянство | Команда                     | В–П   | Виг% |
| ------- | ----------------------- | ------------ | --------------------------- | ----- | ---- |
| 1962-63 | Гаррі Галлатін          | США          | Сент-Луїс Гокс              | 48–32 | .600 |
| 1963-64 | Алекс Ганнум*           | США          | Сан-Франциско Ворріорс      | 48–32 | .600 |
| 1964-65 | Ред Ауербах*            | США          | Бостон Селтікс              | 62–18 | .775 |
| 1965-66 | Дольф Шаєс              | США          | Філадельфія Севенті-Сіксерс | 55–25 | .688 |
| 1966-67 | Джонні Керр             | США          | Чикаго Буллз                | 33–48 | .407 |
| 1967-68 | Річі Гуарін             | США          | Сент-Луїс Гокс              | 56–26 | .683 |
| 1968-69 | Джин Шу                 | США          | Балтимор Буллетс            | 57–25 | .695 |
| 1969-70 | Ред Хольцман*           | США          | Нью-Йорк Нікс               | 60–22 | .732 |
| 1970-71 | Дік Мотта               | США          | Чикаго Буллз                | 51–31 | .622 |
| 1971-72 | Білл Шерман*            | США          | Лос-Анджелес Лейкерс        | 69–13 | .841 |
| 1972-73 | Том Хейнсон             | США          | Бостон Селтікс              | 68–14 | .829 |
| 1973-74 | Рей Скотт               | США          | Детройт Пістонс             | 52–30 | .634 |
| 1974-75 | Філ Джонсон             | США          | Канзас-Сіті-Омаха Кінґс     | 44–38 | .537 |
| 1975-76 | Білл Фітч               | США          | Клівленд Кавальєрз          | 49–33 | .598 |
| 1976-77 | Том Ніссальке           | США          | Х'юстон Рокетс              | 49–33 | .598 |
| 1977-78 | Хубі Браун              | США          | Атланта Гокс                | 41–41 | .500 |
| 1978-79 | Коттон Фітцсіммонс      | США          | Канзас-Сіті Кінґс           | 48–34 | .585 |
| 1979-80 | Білл Фітч (2)           | США          | Бостон Селтікс              | 61–21 | .744 |
| 1980-81 | Джек МакКінлі           | США          | Індіана Пейсерз             | 44–38 | .537 |
| 1981-82 | Джин Шу* (2)            | США          | Вашингтон Буллетс           | 43–39 | .524 |
| 1982-83 | Дон Нельсон*            | США          | Мілвокі Бакс                | 51–31 | .622 |
| 1983-84 | Френк Лейден            | США          | Юта Джаз                    | 45–37 | .549 |
| 1984-85 | Дон Нельсон* (2)        | США          | Мілвокі Бакс                | 59–23 | .720 |
| 1985-86 | Майк Фрателло           | США          | Атланта Гокс                | 50–32 | .610 |
| 1986-87 | Майк Шулер              | США          | Портланд Трейл-Блейзерс     | 49–33 | .598 |
| 1987-88 | Даг Мо                  | США          | Денвер Наггетс              | 54–28 | .659 |
| 1988-89 | Коттон Фітцсіммонс* (2) | США          | Фінікс Санз                 | 55–27 | .671 |
| 1989-90 | Пет Райлі*              | США          | Лос-Анджелес Лейкерс        | 63–19 | .768 |
| 1990-91 | Дон Чейні               | США          | Х'юстон Рокетс              | 52–30 | .634 |
| 1991-92 | Дон Нельсон* (3)        | США          | Голден-Стейт Ворріорс       | 55–27 | .671 |
| 1992-93 | Пет Райлі* (2)          | США          | Нью-Йорк Нікс               | 60–22 | .732 |
| 1993-94 | Ленні Вілкенс*          | США          | Атланта Гокс                | 57–25 | .695 |
| 1994-95 | Дел Харріс              | США          | Лос-Анджелес Лейкерс        | 48–34 | .585 |
| 1995-96 | Філ Джексон*            | США          | Чикаго Буллз                | 72–10 | .878 |
| 1996-97 | Пет Райлі* (3)          | США          | Маямі Гіт                   | 61–21 | .744 |
| 1997-98 | Ларрі Берд              | США          | Індіана Пейсерз             | 58–24 | .707 |
| 1998-99 | Майк Данліві            | США          | Портланд Трейл-Блейзерс     | 35–15 | .700 |
| 1999-00 | Док Ріверс^             | США          | Орландо Меджик              | 41–41 | .500 |
| 2000-01 | Ларрі Браун^            | США          | Філадельфія Севенті-Сіксерс | 56–26 | .683 |
| 2001-02 | Рік Карлайл^            | США          | Детройт Пістонс             | 50–32 | .610 |
| 2002-03 | Грегг Попович^          | США          | Сан-Антоніо Сперс           | 60–22 | .732 |
| 2003-04 | Хубі Браун* (2)         | США          | Мемфіс Ґріззліс             | 50–32 | .610 |
| 2004-05 | Майк Д'Антоні^          | США          | Фінікс Санз                 | 62–20 | .756 |
| 2005-06 | Ейвері Джонсон^         | США          | Даллас Маверікс             | 60–22 | .732 |
| 2006-07 | Сем Мітчелл             | США          | Торонто Репторз             | 47–35 | .573 |
| 2007-08 | Байрон Скотт^           | США          | Нью-Орлінс Горнетс          | 56–26 | .683 |
| 2008-09 | Майк Браун^             | США          | Клівленд Кавальєрз          | 66–16 | .805 |
| 2009-10 | Скотт Брукс^            | США          | Оклахома-Сіті Тандер        | 50–32 | .610 |
| 2010-11 | Том Тібодо^             | США          | Чикаго Буллз                | 62–20 | .756 |
| 2011-12 | Грегг Попович^ (2)      | США          | Сан-Антоніо Сперс           | 50–16 | .758 |
| 2012-13 | Джордж Карл^            | США          | Денвер Наггетс              | 57–25 | .695 |
| 2013–14 | Грегг Попович^ (3)      | США          | Сан-Антоніо Сперс           | 62–20 | .756 |
| 2014–15 | Майк Буденгольцер^      | США          | Атланта Гокс                | 60–22 | .732 |
| 2015–16 | Стів Керр^              | США          | Голден-Стейт Ворріорс       | 73–9  | .890 |
| 2016–17 | Майк Д'Антоні^ (2)      | США          | Х'юстон Рокетс              | 55–27 | .670 |